# Dante Ferretti
Dante Ferretti (Macerata, 26 de fevereiro de 1943) é um decorador de arte italiano. Venceu o Oscar de melhor direção de arte na edição de 2012 por Hugo, ao lado de Francesca Lo Schiavo.